# Matrimonio igualitario en Honduras
Actualmente, Honduras no reconoce el matrimonio igualitario. Desde 2005, la Constitución de Honduras prohíbe explícitamente el matrimonio entre personas del mismo sexo. En enero de 2022 la Corte Suprema desestimó una impugnación de esta prohibición, pero está pendiente una solicitud para que la Comisión Interamericana de Derechos Humanos revise si la prohibición viola la Convención Americana sobre Derechos Humanos. En mayo de 2022 se presentó al Congreso un proyecto de ley sobre matrimonio entre personas del mismo sexo.

## Historia jurídica

### Antecedentes
En 2005 se enmendó la Constitución de Honduras para prohibir expresamente el matrimonio y las uniones civiles entre personas del mismo sexo. La enmienda constitucional también prohíbe el reconocimiento de matrimonios o uniones entre personas del mismo sexo que hayan ocurrido legalmente en otros países. También prohíbe la adopción a parejas del mismo sexo. El artículo 112 dice: "Se reconoce el derecho del hombre y de la mujer, que tengan la calidad de tales naturalmente, a contraer matrimonio entre sí, así como la igualdad jurídica de los cónyuges. [...] Se prohíbe el matrimonio y la unión de hecho entre personas del mismo sexo. Los matrimonios o uniones de hecho entre personas del mismo sexo celebrados o reconocidos bajo las leyes de otros países no tendrán validez en Honduras". En enero de 2021 el Congreso Nacional de Honduras aprobó una enmienda constitucional que prohíbe el aborto bajo cualquier circunstancia y establece que futuras modificaciones de los artículos sobre aborto y matrimonio requerirán la aprobación de tres cuartas partes del Congreso en lugar de dos tercios. Human Rights Watch se opuso a la enmienda, diciendo que "contraviene las obligaciones constitucionales e internacionales de proteger y garantizar los derechos humanos".
Antes de las elecciones de noviembre de 2017, tres candidatos del Departamento de Francisco Morazán por el Partido Nacional y el Partido Demócrata Cristiano anunciaron su apoyo al matrimonio entre personas del mismo sexo y agregaron que estarían abiertos a presentar un proyecto de ley sobre matrimonio igualitario al Congreso Nacional. Sin embargo, ninguno de los tres candidatos obtuvo un escaño en el Congreso Nacional. El 12 de octubre de 2018, el presidente Juan Orlando Hernández dijo a los periodistas en una conferencia de prensa: "Personalmente como cristiano, estoy en contra del matrimonio de personas del mismo sexo; obviamente, es el poder judicial el que, según la ley hondureña, tiene que pronunciarse sobre ello. [Independientemente de sus preferencias sexuales] las personas deben ser tratadas con dignidad, sin importar sus inclinaciones. La gente debe ser tratada con dignidad y este tema es muy importante".

### Sentencia de la Corte Interamericana de Derechos Humanos de 2018
El 9 de enero de 2018, en la opinión consultiva OC 24/7, la Corte Interamericana de Derechos Humanos (CIDH) dictaminó que los países signatarios de la Convención Americana sobre Derechos Humanos deben permitir el matrimonio de parejas del mismo sexo. La sentencia establece que:

El Estado debe reconocer y garantizar todos los derechos derivados del vínculo familiar entre personas del mismo sexo de conformidad con lo dispuesto en los artículos 11.2 y 17.1 de la Convención Americana. (...) de conformidad con los artículos 1.1, 2, 11.2, 17 y 24 de la Convención Americana, es necesario garantizar el acceso a todas las figuras existentes en los ordenamientos jurídicos internos, incluido el derecho a contraer matrimonio. (...) Garantizar la protección de todos los derechos de las familias formadas por parejas del mismo sexo, sin discriminación respecto de las que están constituidas por parejas heterosexuales.

Honduras ratificó la Convención Americana sobre Derechos Humanos el 8 de septiembre de 1977 y reconoció la competencia del tribunal el 9 de septiembre de 1981. El fallo sentó un precedente vinculante a favor del matrimonio entre personas del mismo sexo para los tribunales hondureños. En mayo de 2018, un grupo de activistas LGBT presentó una demanda ante la Corte Suprema para legalizar el matrimonio entre personas del mismo sexo en Honduras y reconocer los matrimonios entre personas del mismo sexo válidamente realizados en otros países. Poco después se presentó un segundo caso, pero fue desestimado por motivos técnicos en noviembre de 2018. En febrero de 2019, se informó que se esperaba que la Corte Suprema se pronunciara sobre el caso dentro de "los próximos días", pero se anunció más tarde, en mayo de 2019, que se esperaba que el fallo ocurriera "a finales de este año". El tribunal dictaminó en enero de 2022 que los matrimonios entre personas del mismo sexo violan la Constitución de Honduras y el Código de Familia, y desestimó el caso.
En septiembre de 2022, miembros de Somos CDC Honduras (Centro para el Desarrollo y la Cooperación LGBTI), la organización sin fines de lucro que presentó la demanda en 2018, solicitaron a la Comisión Interamericana de Derechos Humanos que revisara la prohibición del matrimonio entre personas del mismo sexo en Honduras.

### Proyecto de ley sobre matrimonio igualitario de 2022
En mayo de 2022, José Manuel Rodríguez Rosales, diputado del gobernante partido Libertad y Refundación, presentó al Congreso Nacional un proyecto de ley sobre matrimonio entre personas del mismo sexo. El proyecto de ley encontró rápidamente la oposición de organizaciones religiosas. El presidente de la Asociación de Pastores de Tegucigalpa, Gerardo Irías, calificó el proyecto de ley como una "aberración a los ojos de Dios" e instó a la presidenta Xiomara Castro a oponerse a las "leyes inmorales". El proyecto de ley está en discusión desde el 24 de mayo de 2022. En diciembre de 2022, la Ministra de Derechos Humanos, Natalie Roque, dijo que la legalización del matrimonio entre personas del mismo sexo "no estaba en la agenda" de la administración Castro.

## Opinión pública
Según una encuesta del Pew Research Center realizada entre el 9 de noviembre y el 19 de diciembre de 2013, el 13% de los hondureños apoyaba el matrimonio igualitario, mientras que el 83% se oponía. Según el Barómetro de las Américas de 2017, el 19% de los hondureños apoyaba el matrimonio entre personas del mismo sexo.
Una encuesta de CID Gallup (Consultoría Interdisciplinaria en Desarrollo) de 2018 encontró que el 75% de los hondureños se oponía al matrimonio entre personas del mismo sexo, mientras que el 17% estaba a favor y el resto no sabía o se negaba a responder.